# Roque Gonzales
Roque Gonzales is een gemeente in de Braziliaanse deelstaat Rio Grande do Sul. De gemeente telt 7.394 inwoners (schatting 2009).

## Aangrenzende gemeenten
De gemeente grenst aan Dezesseis de Novembro, Pirapó, Porto Xavier, Rolador, São Luiz Gonzaga, São Paulo das Missões en São Pedro do Butiá.

### Landsgrens
En met als landsgrens aan de gemeente Santa María in het departement Concepción en aan de gemeente Itacaruaré in het departement San Javier in de provincie Misiones met het buurland Argentinië.